# Dimitrios Drivas
Dimitrios Drivas var en græsk sømand og svømmer som deltog i de første moderne olympiske lege; sommer-OL 1896 i Athen. 
Drivas deltog i konkurrencen svømning som var forbeholdt kun for græske sømænd. Der var tre deltagere og disciplinen var 100 meter fri. Chasapis kom på en tredje og sidste plads bagefter sine landsmænd Ioannis Malokinis som vandt med tiden 2.20,4 og Spyridon Khasapis. Vindertiden var næsten et helt minut mindre end tiden for den ungarske Alfréd Hajós som vandt 100 meter fri i åben klasse